# Parkesia
Parkesia là một chi chim trong họ Parulidae.